# 京都守護職
京都守護職（きょうとしゅごしょく）は、幕末の文久2年（1862年）に将軍後見職、政事総裁職とともに設けられた江戸幕府の三要職の一つである。役料五万石。大阪城代、京都所司代、京都・大阪・奈良・伏見の各奉行の上位。非常時は畿内諸藩の軍事指揮権を有する。

## 概要

### 設置
薩摩藩主の父島津久光が主導した文久の改革の一環として設けられた新職である。当時幕府の権威低下に伴い、京都には諸国から尊王攘夷派の過激志士らが集い、治安の悪化が懸念されていた。元来、江戸幕府においては京都所司代・京都町奉行が京都の治安維持の任についていたが、過激派による天誅（要人暗殺）や商家への押し込み（強盗）などの騒乱が横行し、所司代・奉行所のみでは防ぎきれないと判断した幕府が、京都市中（洛中）の治安維持及び御所・二条城の警備などを担う役割として設置したものである。

### 就任
会津藩主・松平容保が文久2年閏8月1日（1862年9月24日）に就任。本陣を金戒光明寺（京都市左京区黒谷町121）に置いた。原則的に藩兵1,000人が京都に常駐し1年おきに交替した。容保は初め徳川慶喜・松平春嶽からの再三の就任要請を断っていた。藩財政は既に浦賀、蝦夷地の警備の任にあったことで窮乏状態にあり、また、家臣も就任反対で意見が一致していた。藩内では、家老の西郷頼母、田中玄清が江戸から会津に来て、反対意見を出した。しかし、春嶽が会津藩祖・保科正之の「会津藩たるは将軍家を守護すべき存在」との家訓を引き合いに出したため、ついに承諾した。任を受けた君臣は会津藩江戸藩邸にあって「これで会津藩は滅びる」と、肩を抱き合って慟哭したという。

### 発展
京都守護職は京都所司代・京都町奉行・京都見廻役を傘下に置き、見廻役配下で幕臣により結成された京都見廻組も支配下となった。しかしながら所司代・町奉行・会津藩士のみでは手が回りきらなかったため、守護職御預かり（非正規部隊）として新選組をその支配下に置き、治安の維持に当たらせた。新選組を京都守護職に紹介したのは、佐々木只三郎だった。元治元年（1864年）の正月には、京都守護職屋敷が完成。場所は現在の京都府庁のあたりで、府庁内には京都守護職屋敷跡の碑がある。ほかに、千本下立売り東北角に会津藩邸屋敷、聖護院には会津藩邸と練兵場がつくられ、京都の治安維持に努めた。2月に容保は幕府から陸軍総裁（後に軍事総裁）に任命されたことに伴い、京都守護職は松平春嶽へ交代となる。しかし早くも4月には春嶽は京都守護職を辞して、容保が復職した。容保は京都守護職の辞職を申し出たが却下され、京都所司代に容保の実弟である桑名藩主松平定敬が任命され、兄弟で京の治安を守る形となった。容保は文久3年末に一橋慶喜（一橋徳川家当主・将軍後見職）・島津久光らとともに朝廷参預を命ぜられるなど（詳細は参預会議を参照）、孝明天皇の信任も篤かった。しかし参預会議が短期間で崩壊すると、江戸の幕閣から警戒されていた徳川慶喜は将軍後見職を辞して朝廷から禁裏御守衛総督・摂海防禦指揮という新職に任命され、松平容保・定敬兄弟と連携して幕府から距離を置いた権力を京都に築いた。一橋・会津・桑名の頭文字をとって「一会桑」（あるいは橋会桑）という。

### 廃止
慶応3年（1867年）10月に将軍となっていた徳川慶喜は大政奉還で江戸幕府の支配を形式上終焉させる。新政府を主導する薩摩藩や長州藩にとっては京都に大兵を擁する一会桑は脅威であったため、これらの解体を図る必要があった。12月9日（1868年1月3日）の王政復古の大号令によって摂関・幕府そして京都守護職・京都所司代の廃止が宣告されたことにともない、京都守護職は設置後6年をもって廃止された。鳥羽・伏見の戦いの後、新政府が朝敵として指名した人物の第一等は徳川慶喜、第二等は松平容保だった。屋敷は後に新政府の軍務官が入った。

## 年表
- 文久2年（1862） : 京都守護職に松平容保が着任。東山山麓金戒光明寺に屯営を定める[9]
- 文久3年（1863年） : 新選組が京都守護職預かりになる[10]
- 文久3年（1863年） : 8月18日の政変を断行。大和天誅組挙兵、生野挙兵の鎮圧に参画[11]
- 元治元年（1864年） : 容保から松平春嶽へ一時交代となるも、容保が復職。蛤御門の変(禁門の変)に参戦[12]
- 慶応3年（1867年） : 王政復古の大号令で京都守護職廃絶[11]

## 役知
国立歴史民俗博物館の『旧高旧領取調帳データベース』には、京都守護職への役知（在職中に支給される知行）として以下の112村・50,184石余が記載されている。
- 山城国愛宕郡のうち - 5村
  - 田中村、西賀茂村、岩倉村、市原村の各一部および原地新田
- 山城国葛野郡のうち - 11村
  - 西京村、壬生村、西九条村、中堂寺村、西七条村、鳴滝村、木辻村、小北山村、生田村の各一部および西塩小路村、大将軍村
- 山城国乙訓郡のうち - 9村
  - 上久世村、築山村、菱川村、久我村、神足村、古市村、勝竜寺村、大原野村の各一部および長野新田
- 山城国紀伊郡のうち - 5村
  - 上鳥羽村、冨森村、上三栖村、中島村の各一部および新田村
- 山城国久世郡のうち - 11村
  - 小倉村、久世村、観音堂村、中村の各一部および槙島村、伊勢田村、新田村、長池町、高尾村、白川村、安田村
- 山城国綴喜郡のうち - 10村
  - 岩田村、内里村、薪村、江津村、天王村、上村、市辺村、井手村の各一部および上奈良村、美濃山新開
- 山城国相楽郡のうち - 7村
  - 林村、椿井村、乾谷村、鹿脊山村の各一部および北河原村、梅谷村、石垣村
- 河内国河内郡のうち - 8村
  - 吉原村の一部および池島村、喜里川村、客坊村、河内屋南新田、中新開村、今米村、川中新田
- 河内国讃良郡のうち - 13村
  - 深野新田、深野北新田、岡山村、高宮村、小路村、砂村、堀溝村、太秦村、秦村の各一部および深野南新田、上田原村、下田原村、国松村
- 河内国交野郡のうち - 8村
  - 中宮村、宇山村、招提村、村野村、私市村の各一部および寝屋村、養父村、傍示村
- 河内国若江郡のうち - 6村
  - 箕輪新田、御厨村、加納村、稲葉村の各一部および箕輪村、菱屋中新田
- 和泉国南郡のうち - 4村
  - 箕土路村、西大路村、大町村、東大路村の各一部
- 和泉国日根郡のうち - 15村
  - 上瓦屋村、中荘村、岡本村、尾崎村、中村、下出村、山中村、石田村、自然田村、桑畑村、樫井村、別所村、兎田村、新家村、北野村の各一部